# Thomomys talpoides
Thomomys talpoides — гризун з роду Thomomys, родини Гоферові.

## Морфологічні особливості

### Морфометрія
Голова й тіло довжиною 125—200 мм, хвіст 40—75 мм, задні ступні 24—30 мм, вага 60—160 гр.

### Опис
Очі маленькі, вуха короткі і голі, на передніх лапах великі копальні кігті. Ноги короткі, але сильні. Хвіст короткий, рожевуватий, рідко вкритий білими волосками і має білий кінець. Хутро шовковисте й тонке; зимове довше й товще, ніж літнє. Забарвлення від сірого, сіро-коричневого чи темно-коричневого до червонувато- чи жовтувато-коричневого на спині, низ світліший. Меланізм поширений у деяких регіонах. Альбіноси та білі тварини також регулярно трапляються.
Має товсте шовковисте хутро, яке є темнішим зверху й світлішим знизу. Колір хутра прагне збігтися з кольором ґрунту, в якому тварина живе, тому варіює від жовтувато-коричневого до темного червонувато-коричневого і чорного. Ступні бурувато-білі й хутро над носом часто буває білуватим. Є щічні сумки для транспортування продуктів харчування. Довгі вібриси над верхньою губою щоках і зап'ястях служать для надання тактильної інформації в темряві тунелів. Хвіст також використовується для таких цілей. Зубна формула 1/1, 0/0, 1/1, 3/3, загалом 20 зубів.

## Середовище проживання
Країни проживання: Канада (Альберта, Британська Колумбія, Манітоба, Саскачеван), США (Аризона, Каліфорнія, Колорадо, Айдахо, Міннесота, Монтана, Небраска, Невада, Нью-Мексико, Північна Дакота, Орегон, Південна Дакота, Юта, Вашингтон, Вайомінг). Висота проживання: 900—3700 м. Вид надає перевагу глибоким ґрунтам уздовж струмків, на луках і оброблених полях, але тварин також можна знайти на кам'янистих і глинистих ґрунтах. Селяться в приміських садах і на газонах.

## Життя

### Звички
Вид риючий, солітарний, активний протягом усього року. Не впадає у сплячку, але може бути неактивним взимку і влітку протягом коротких періодів. Більшість риючої діяльності відбувається навесні і восени, коли ґрунт пухкий. Добові піки активності припадають на світанок і захід сонця.

### Життєвий цикл
Молодь народжуються в трав'яному або листяному гнізді в камері в підземній системі нір. Парування зазвичай відбувається з березня по середину червня, в залежності від погодних умов і широти. Вагітність триває близько 19-20 днів. Розмір виводку від 4 до 7. Молодь розходиться з материнської нори приблизно за 2 місяці.